# Solpuga hispidicelis
Espèce
Solpuga hispidicelis est une espèce de solifuges de la famille des Solpugidae.

## Distribution
Cette espèce est endémique du Zimbabwe. Elle se rencontre vers Cecil Kop.

## Description
Le mâle holotype mesure 41 mm.

## Publication originale
- Lawrence, 1964 : Four new South African Solifugae (Arachnida). Journal of the Entomological Society of Southern Africa, vol. 26, p. 355–365 (texte intégral).